# Prästtjärnen (Nordingrå socken, Ångermanland)
Prästtjärnen är en sjö i Kramfors kommun i Ångermanland och ingår i Nätraån-Ångermanälvens kustområde. Sjön har en area på 0,0582 kvadratkilometer och ligger 3,5 meter över havet.

## Delavrinningsområde
Prästtjärnen ingår i det delavrinningsområde (698128-162547) som SMHI kallar för Utloppet av Vågsfjärden. Medelhöjden är 53 meter över havet och ytan är 16,44 kvadratkilometer. Räknas de 13 avrinningsområdena uppströms in blir den ackumulerade arean 45,51 kvadratkilometer. Avrinningsområdets utflöde Sundströmmen mynnar i havet. Avrinningsområdet består mestadels av skog (48 procent) och jordbruk (11 procent). Avrinningsområdet har 3,48 kvadratkilometer vattenytor vilket ger det en sjöprocent på 21,1 procent. Bebyggelsen i området täcker en yta av 0,83 kvadratkilometer eller 5 procent av avrinningsområdet.